# Alfred Merz

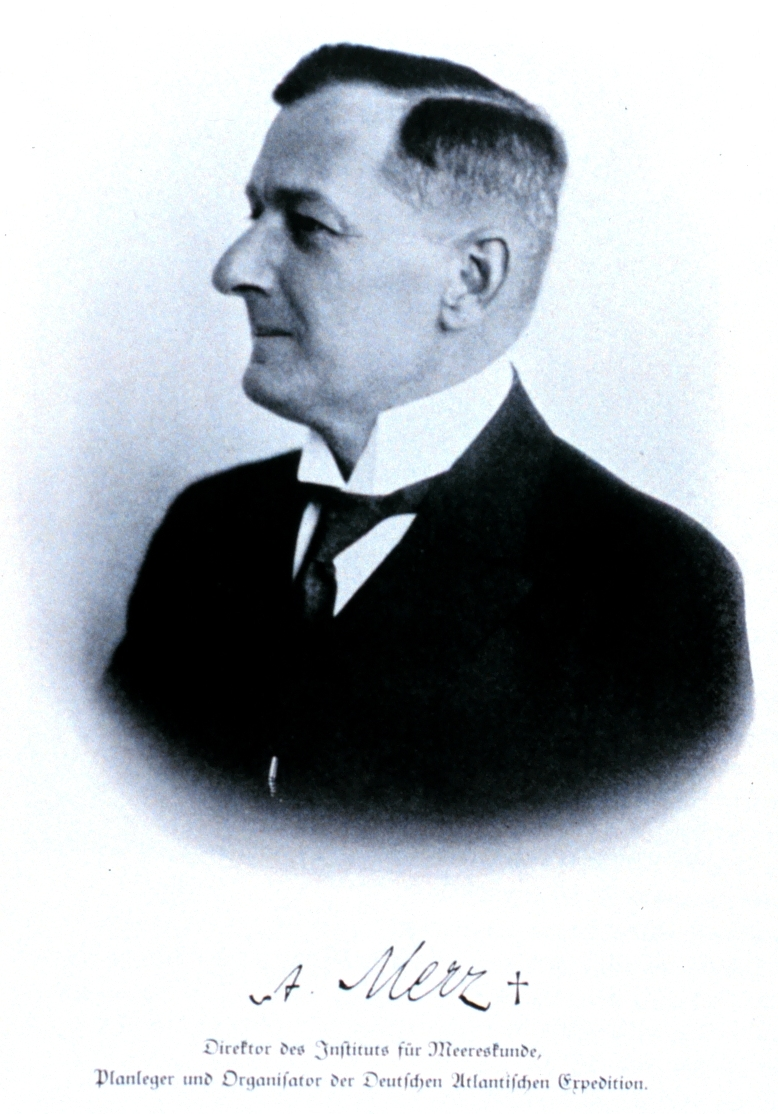
Alfred Merz

Alfred Merz (* 24. Jänner 1880 in Perchtoldsdorf bei Wien; † 16. August 1925 in Buenos Aires) war ein österreichisch-deutscher Meereskundler.

## Leben
Alfred Merz studierte von 1901 bis 1906 Geschichte und Geographie an der Universität Wien. Nach seinem Studium wurde er 1910 an das Institut für Meereskunde in Berlin (Deutsches Reich) berufen, an dem er mit der physikalischen Erforschung der Meere begann. 1911 unternahm er Forschungsreisen in den Südatlantik und in das Mittelmeer. Anschließend widmete er sich der Vorbereitung der Deutschen Atlantischen Expedition, die von 1925 bis 1927 durchgeführt wurde. Merz war trotz seines schlechten Gesundheitszustands bis zu seinem Tod Leiter der Expedition auf dem Vermessungs- und Forschungsschiff Meteor. Die Expedition wurde unter Leitung von Georg Wüst und Fritz Spieß zu Ende geführt. 
Von 1912 bis 1918 war Merz Herausgeber der Zeitschrift der Gesellschaft für Erdkunde zu Berlin.
Begraben ist er in seinem Geburtsort Perchtoldsdorf.

## Würdigung
Die Merz-Halbinsel an der Ostküste von Palmerland ist zu seinen Ehren benannt. Im Jahr 1917 wurde er zum Mitglied der Leopoldina gewählt.